# Estação Politécnico
A Estação Politécnico é uma das estações do Metrô da Cidade do México, situada na Cidade do México, seguida da Estação Instituto del Petróleo. Administrada pelo Sistema de Transporte Colectivo, é uma das estações terminais da Linha 5.
Foi inaugurada em 30 de agosto de 1982. Localiza-se no Eixo Central Lázaro Cárdenas. Atende o bairro Industrial Vallejo, situado na demarcação territorial de Gustavo A. Madero. A estação registrou um movimento de 12.038.043 passageiros em 2016.